# 굿모닝 A
굿모닝 A는 대한민국에서 평일 6시 40분 ~ 8시에 텔레비전으로 방송하는 채널A의 주중 아침의 채널A의 뉴스 프로그램이다.

## 채널A의 뉴스 프로그램
- 채널A 뉴스특급
- 채널A 뉴스 TOP 10
- 채널A 종합뉴스
- 채널A 뉴스 스테이션
- 채널A 뉴스뱅크

## 동시간대 경쟁 프로그램
- JTBC 뉴스 아침& (JTBC)
- 굿모닝 MBN (MBN)
- KBS 뉴스광장 (KBS 1TV)
- 2TV 아침 (KBS 2TV)
- MBC 뉴스투데이 (MBC)
- 모닝와이드 (SBS)
- 경제와이드 모닝벨 (SBS CNBC)
- 출발 640 (연합뉴스TV)
- 뉴스출발 (YTN)